# Amphiprion percula

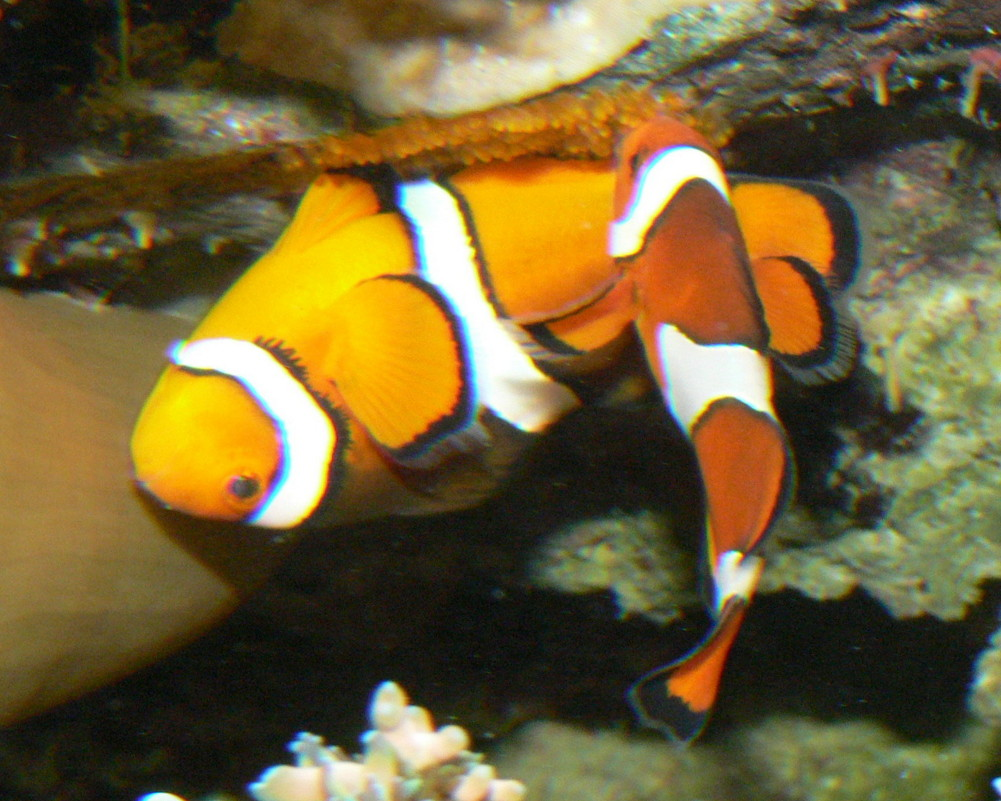
La hembra, en posición invertida, está depositando los huevos en el sitio preparado por el macho

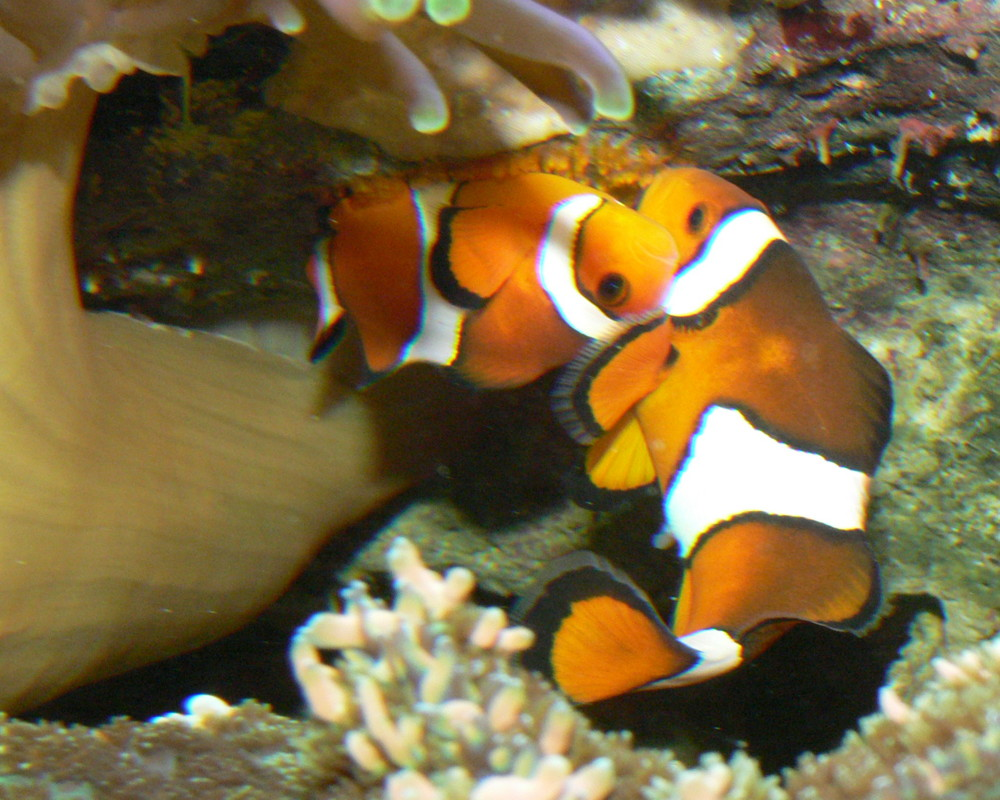
El macho, en posición invertida, está fertilizando los huevos puestos por la hembra (derecha)

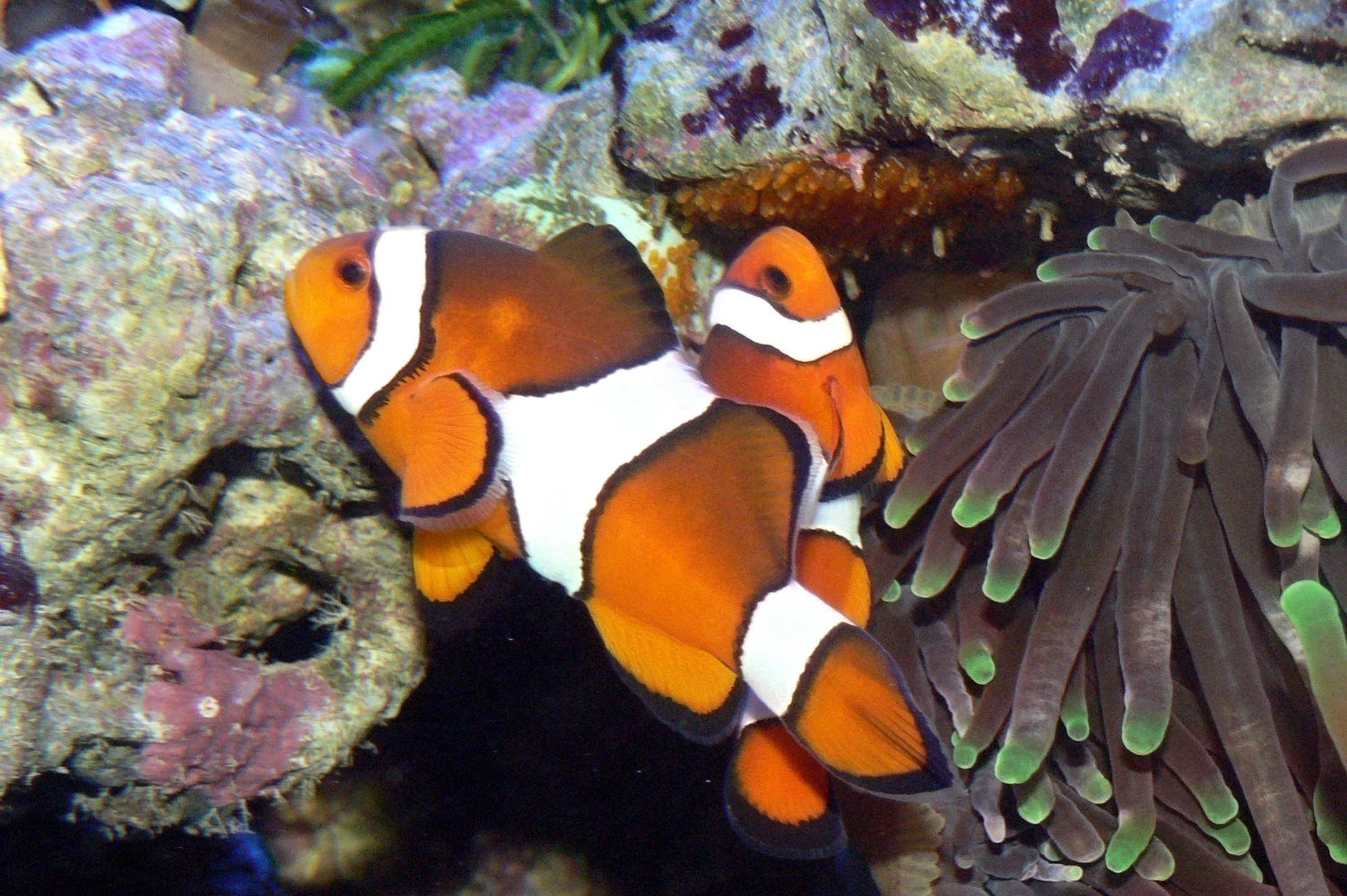
La pareja incuba sus embriones protegiéndolos y oxigenándolos

El pez payaso percula (Amphiprion percula) es una especie de peces de la familia Pomacentridae.
Pertenecen a los denominados peces payaso, o peces anémona, y viven en una relación mutualista con anémonas Heteractis crispa, Heteractis magnifica y Stichodactyla gigantea.

## Morfología
Presenta una coloración naranja en la cabeza, el cuerpo y las aletas. Con una franja blanca, vertical, en la cabeza, que desciende detrás del ojo; otra en medio del cuerpo, también blanca, con una proyección lobulada hacia la parte anterior; y otra franja blanca en el pedúnculo caudal. Todas ellas están bordeadas en negro La espalda y la parte posterior del cuerpo se puede oscurecer en ejemplares adultos. Todas las aletas están bordeadas de negro.
A menudo se confunde con su pariente Amphiprion ocellaris, del que se diferencia por tener normalmente 10 espinas dorsales, frente a las 11 de A. ocellaris. También les diferencia los más anchos márgenes negros de las aletas y franjas blancas de A. percula.

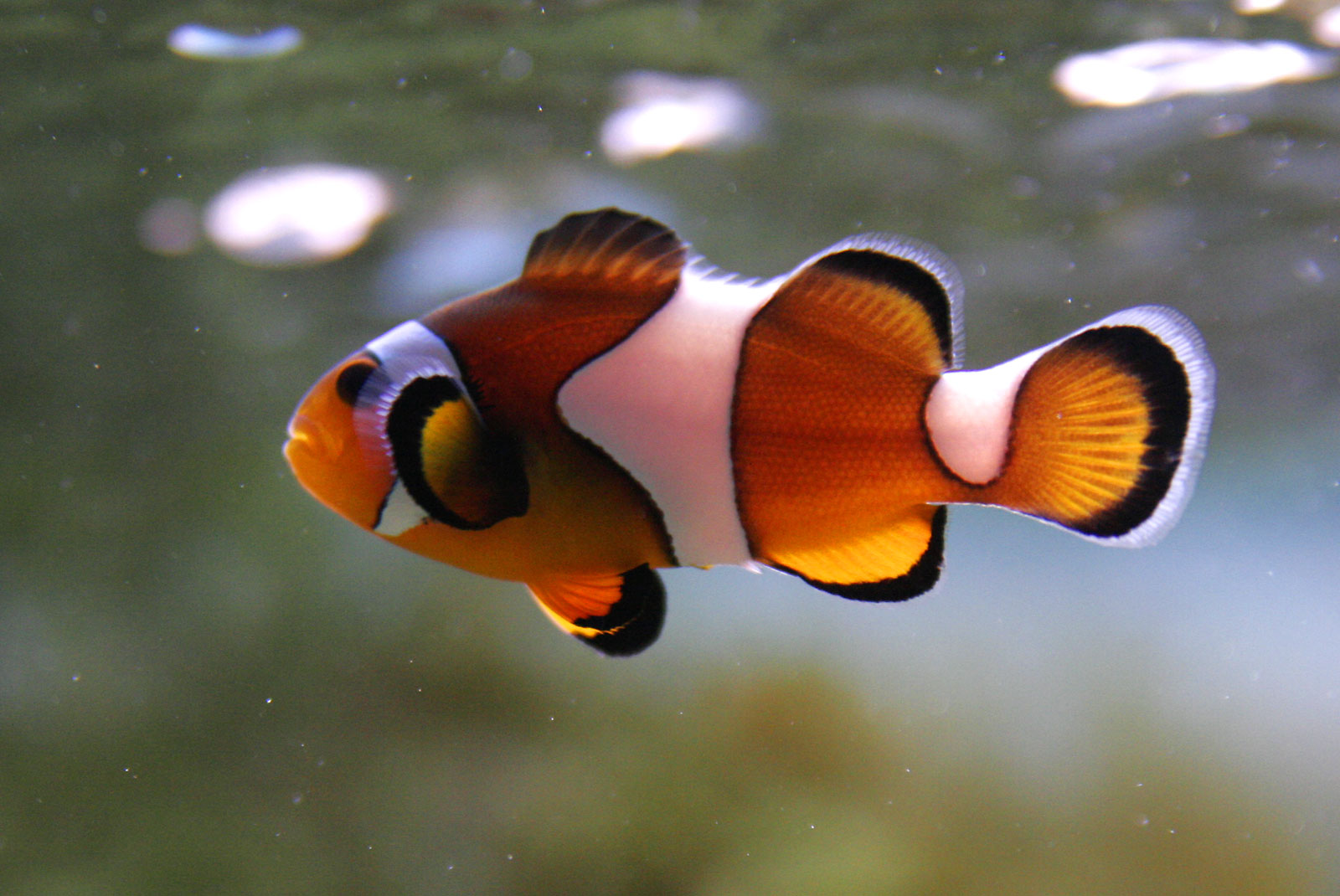
A. percula, con bordes negros anchos en aletas
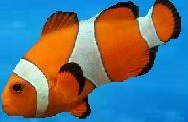
A. ocellaris, con bordes negros más estrechos en aletas

Cuenta con 9-10 espinas y 14-17 radios blandos dorsales; 2 espinas y 11-13 radios blandos anales.
Las hembras pueden llegar a alcanzar los 11 cm de longitud total.

## Reproducción
Es  monógamo y hermafrodita secuencial protándrico, esto significa que todos los alevines son machos, y que tienen la facultad de convertirse en hembras, cuando la situación jerárquica en el grupo lo permite, siendo el ejemplar mayor del clan el que se convierte en la hembra dominante, ya que se organizan en matriarcados.
Su género es algo fácil de identificar, ya que la hembra, teóricamente es la más grande del clan. Cuando ésta muere, el pequeño macho dominante se convierte en una hembra. Las hembras alcanzan la madurez con 4,6 cm de longitud y los machos con 3,6 cm.
Los A. percula son desovadores bénticos. Los huevos son demersales, de forma elíptica, y adheridos al sustrato. La reproducción se produce en cuanto comienza a elevarse la temperatura del agua, aunque, como habitan en aguas tropicales, se pueden reproducir casi todo el año. El macho prepara el lugar de la puesta, en un sustrato duro en la base de una anémona, y, tras realizar las maniobras del cortejo, espera a que la hembra fije los huevos allí, y los fertiliza. Posteriormente, agita sus aletas periódicamente para oxigenar los embriones, y elimina los que están en mal estado. 

Tras un periodo de 6-7 días, cuando los alevines se liberan, no reciben atención alguna de sus padres. Deambulan en aguas superficiales en fase larval durante 8 a 12 días, posteriormente descienden al fondo en busca de una anémona, y mutan a su coloración juvenil.

## Longevidad
Llega a vivir hasta los cinco años.

## Alimentación
Come copépodos  planctónicos, larvas de tunicados, y  algas bénticas.

## Hábitat y comportamiento
Es un pez de mar, de clima tropical (6°S-26°S, 141°E-155°E),  y asociado a los  arrecifes de coral. Los adultos habitan lagunas y arrecifes hacia el mar, y viven en simbiosis con las anémonas Heteractis crispa, Heteractis magnifica, Stichodactyla mertensii y Stichodactyla gigantea. En cautividad también pueden establecer relación simbiótica con otras especies de anémona hospedante, como Heteractis aurora o Entacmaea quadricolor.
Conforman grupos pequeños para cohabitar en su anémona hospedante, compuestos por una pareja y entre 0-4 machos.
Su rango de profundidad es entre 1-15 metros.

## Predadores
Son predadores conocidos de A. percula los lábridos, algunas damiselas de la familia Pomacentridae, y ofiuras de las familias Ophiotrichidae, Ophiochimidae, y Ophiodermatidae.

## Distribución geográfica
Se encuentra al oeste del Océano Pacífico: Queensland y Melanesia (incluyendo el norte de la Gran Barrera de Coral), el norte de  Nueva Guinea, Nueva Bretaña, las Islas Salomón y Vanuatu. 
Está presente en las islas del Almirantazgo, Australia, China, Filipinas, Hong Kong, Indonesia, Papúa Nueva Guinea, islas Salomón y Vanuatu. Siendo cuestionable su presencia en India, Tailandia y Vietnam.

## Observaciones
Puede ser criado en cautividad.

## Galería

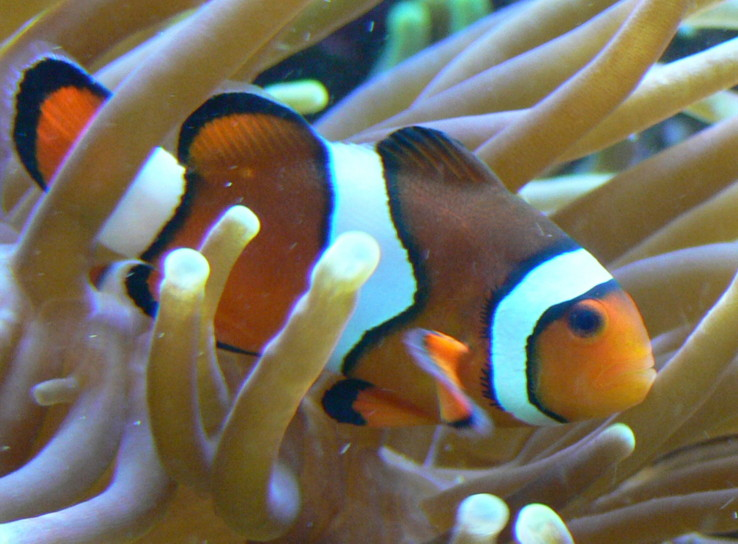
A. percula entre los tentáculos de  Heteractis magnifica
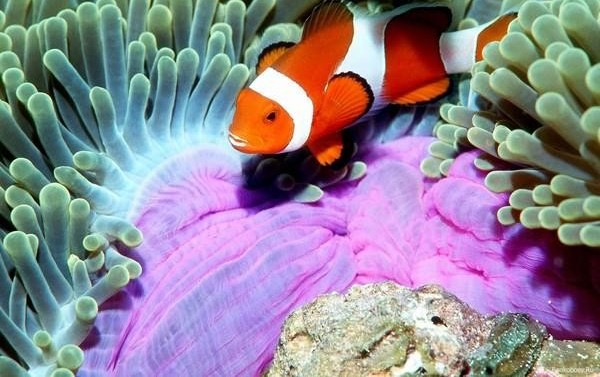
A. percula en Heteractis magnifica
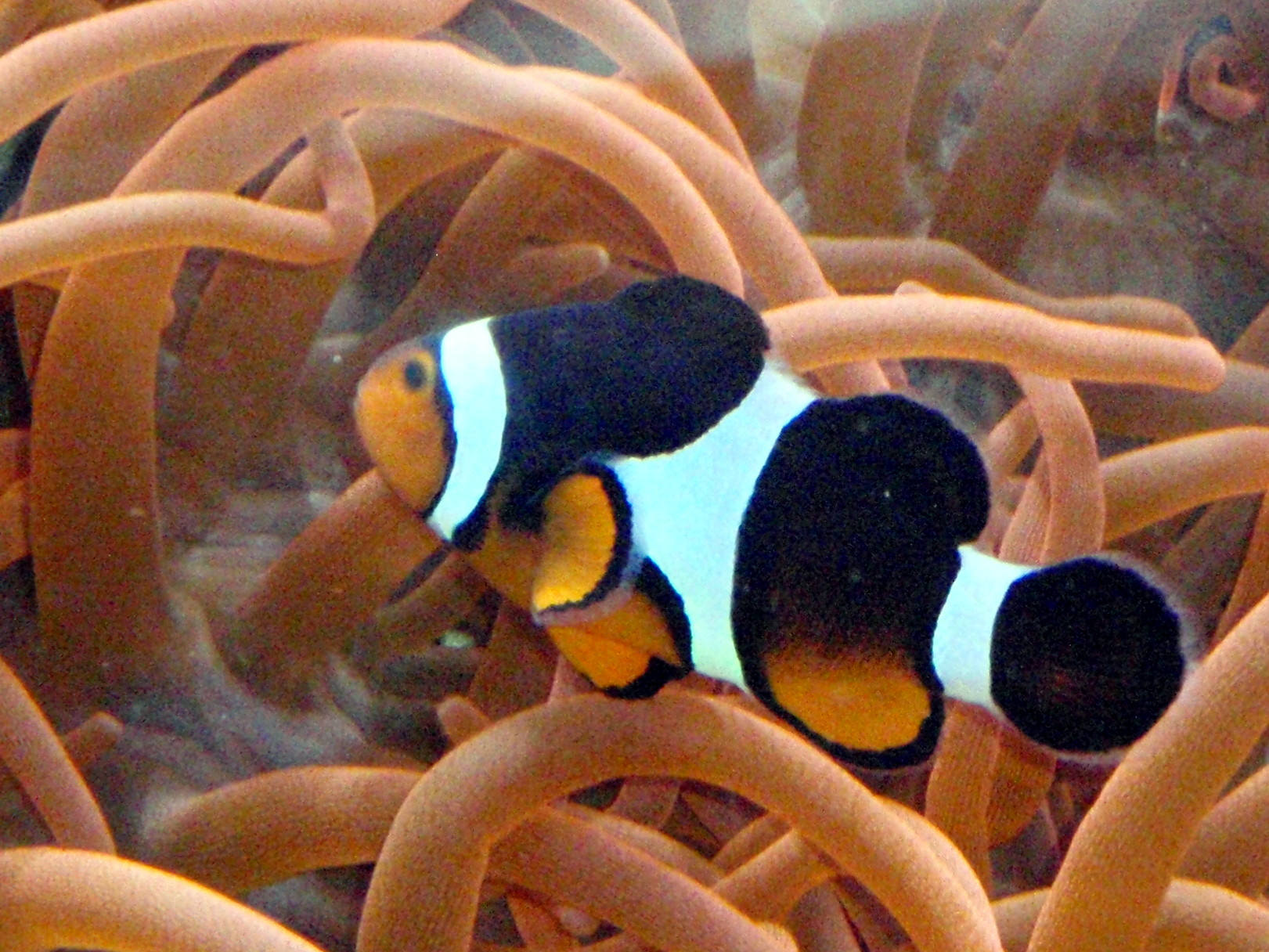
A. percula con gran parte del cuerpo oscurecido, en Entacmaea quadricolor, sin bulbos en los tentáculos
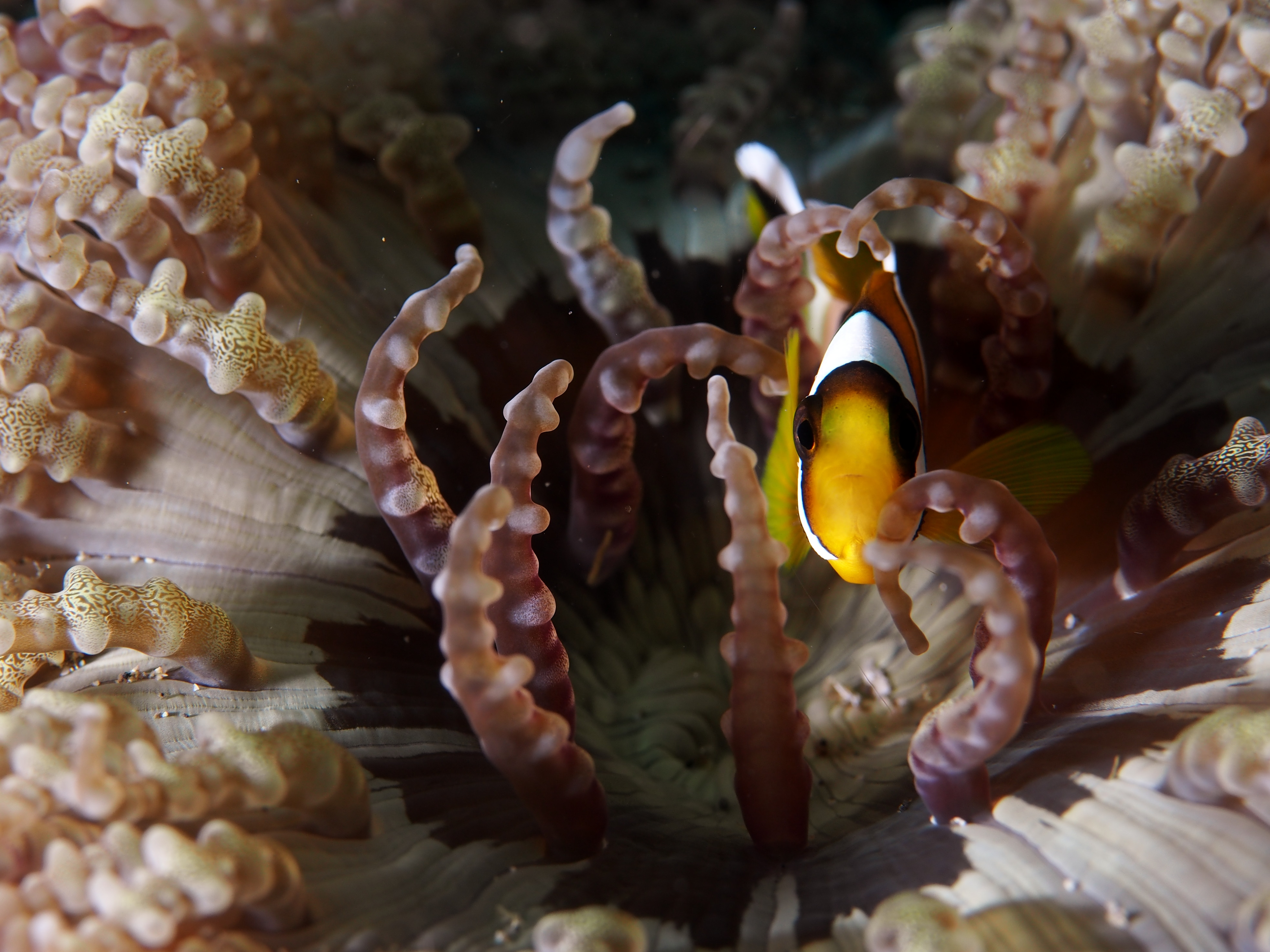
A. percula, justo encima de la boca de Heteractis aurora, con sus distintivos anillos en los tentáculos
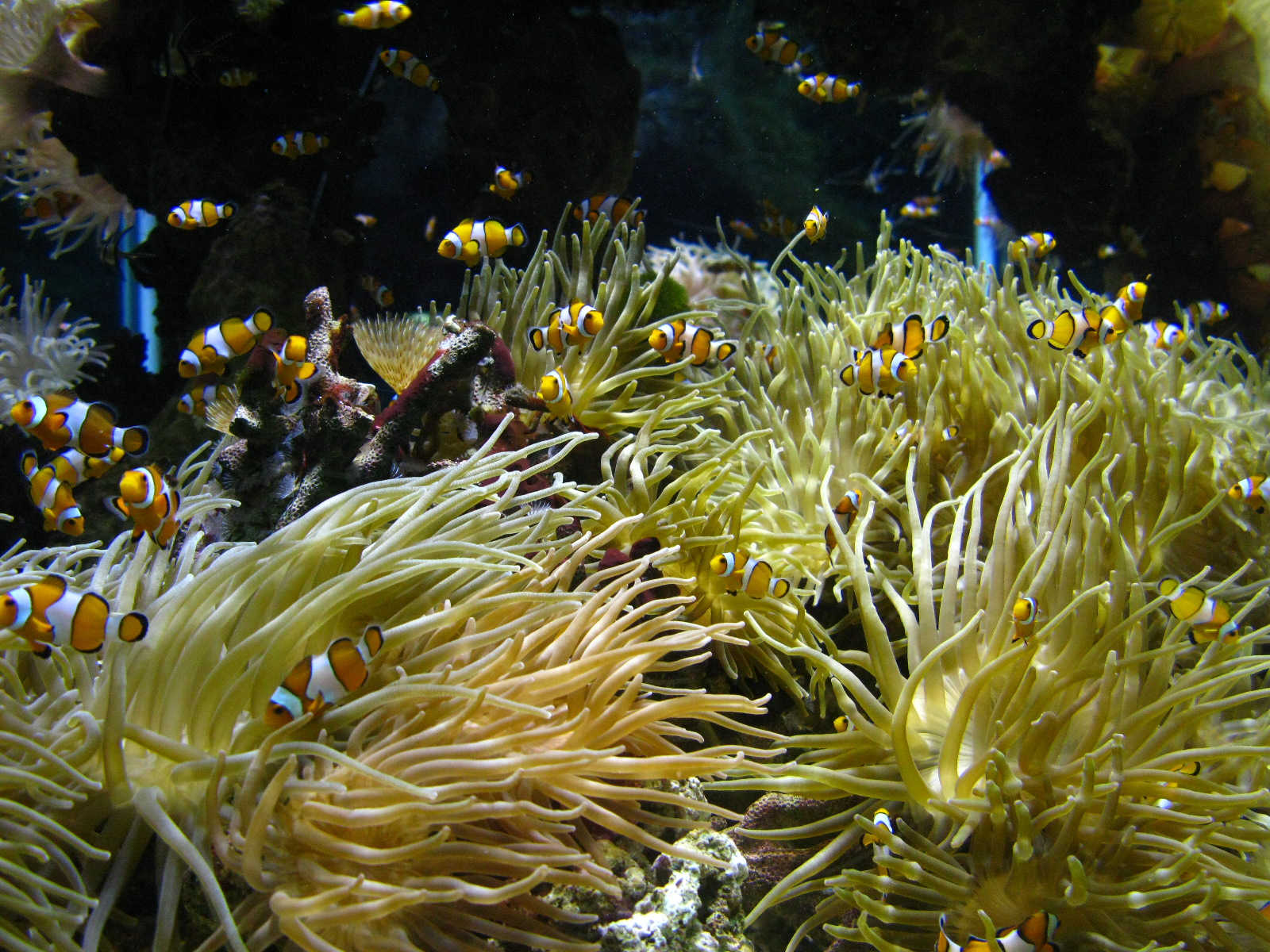
Grupos de A. percula sobre varias Entacmaea quadricolor en el Museo Oceanográfico de Mónaco
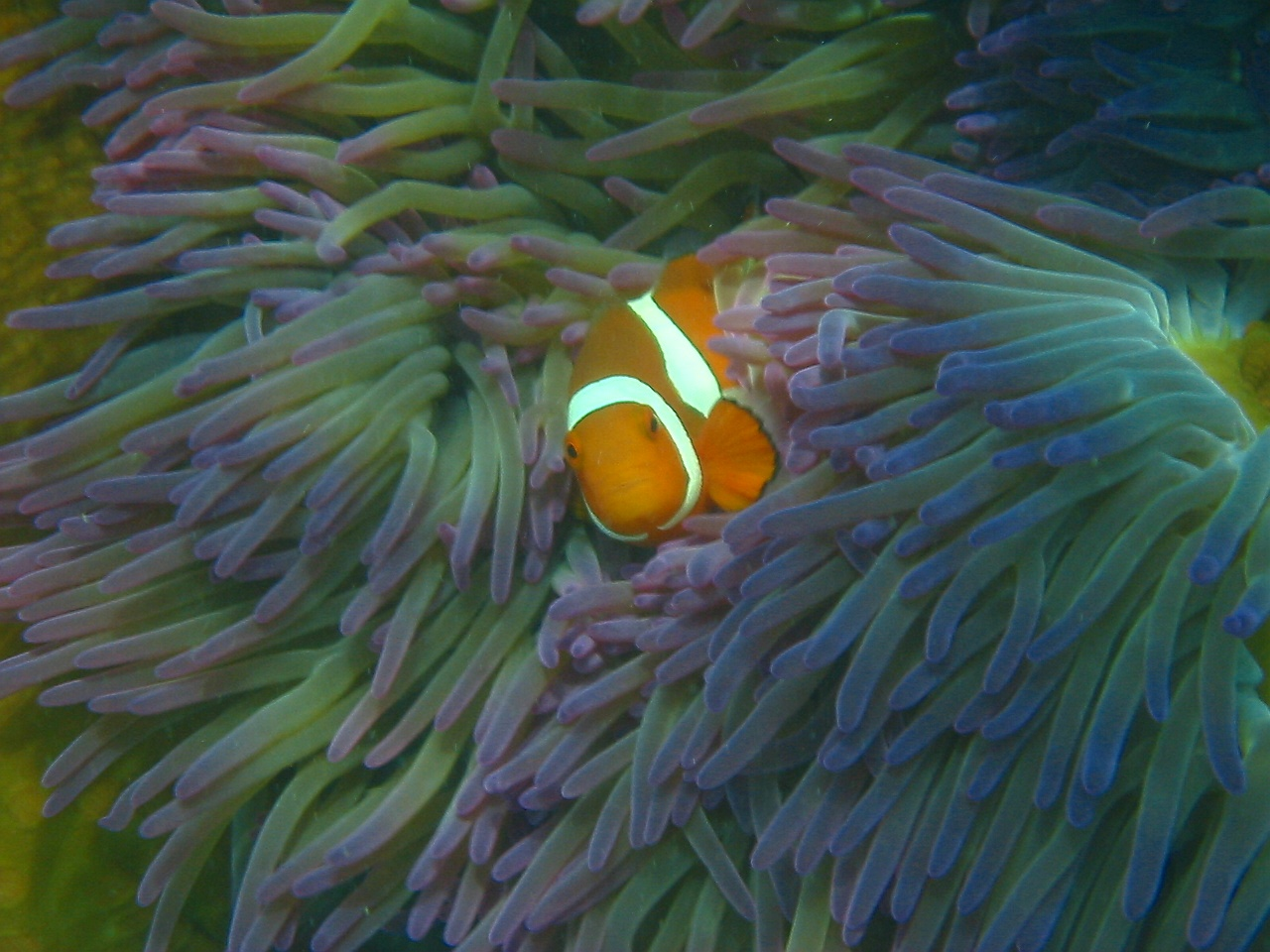
A. percula en Heteractis magnifica, isla Fitzroy, Australia
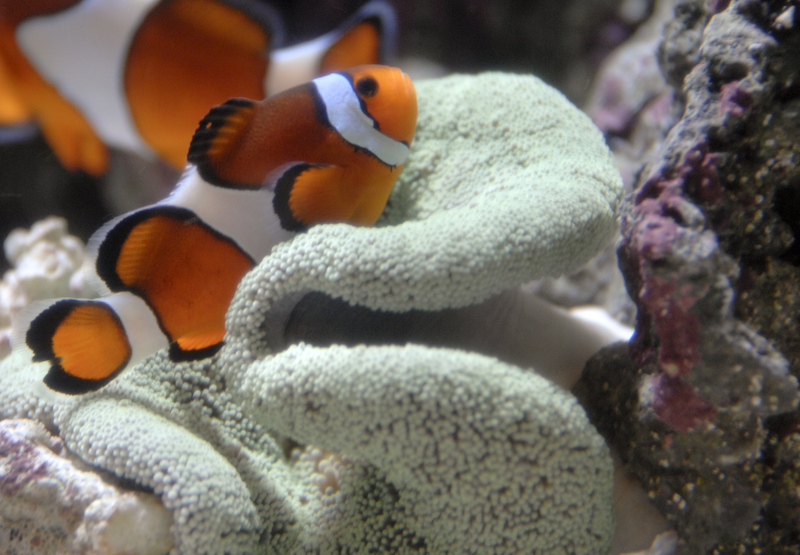
A. percula en Stichodactyla sp
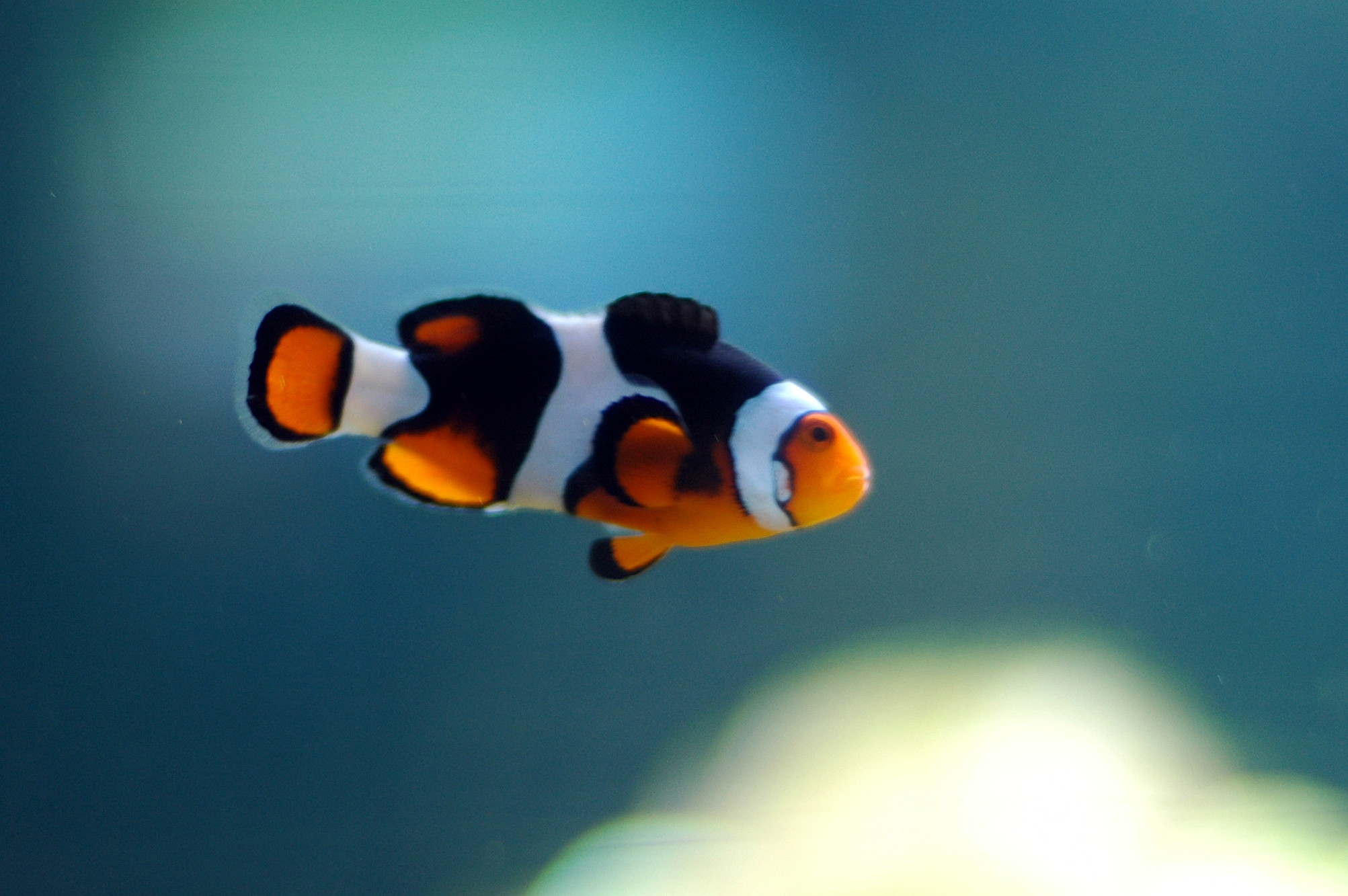
Ejemplar con el cuerpo oscurecido nadando
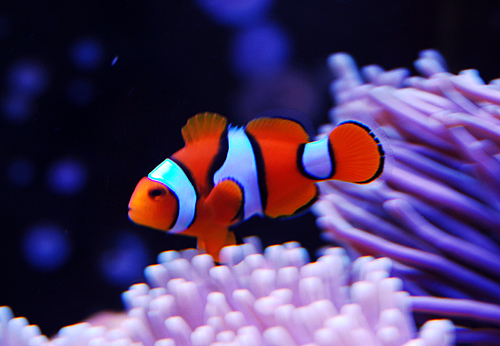
Aparte de los bordes negros más anchos, el iris naranja de A. percula lo distingue de A. ocellaris
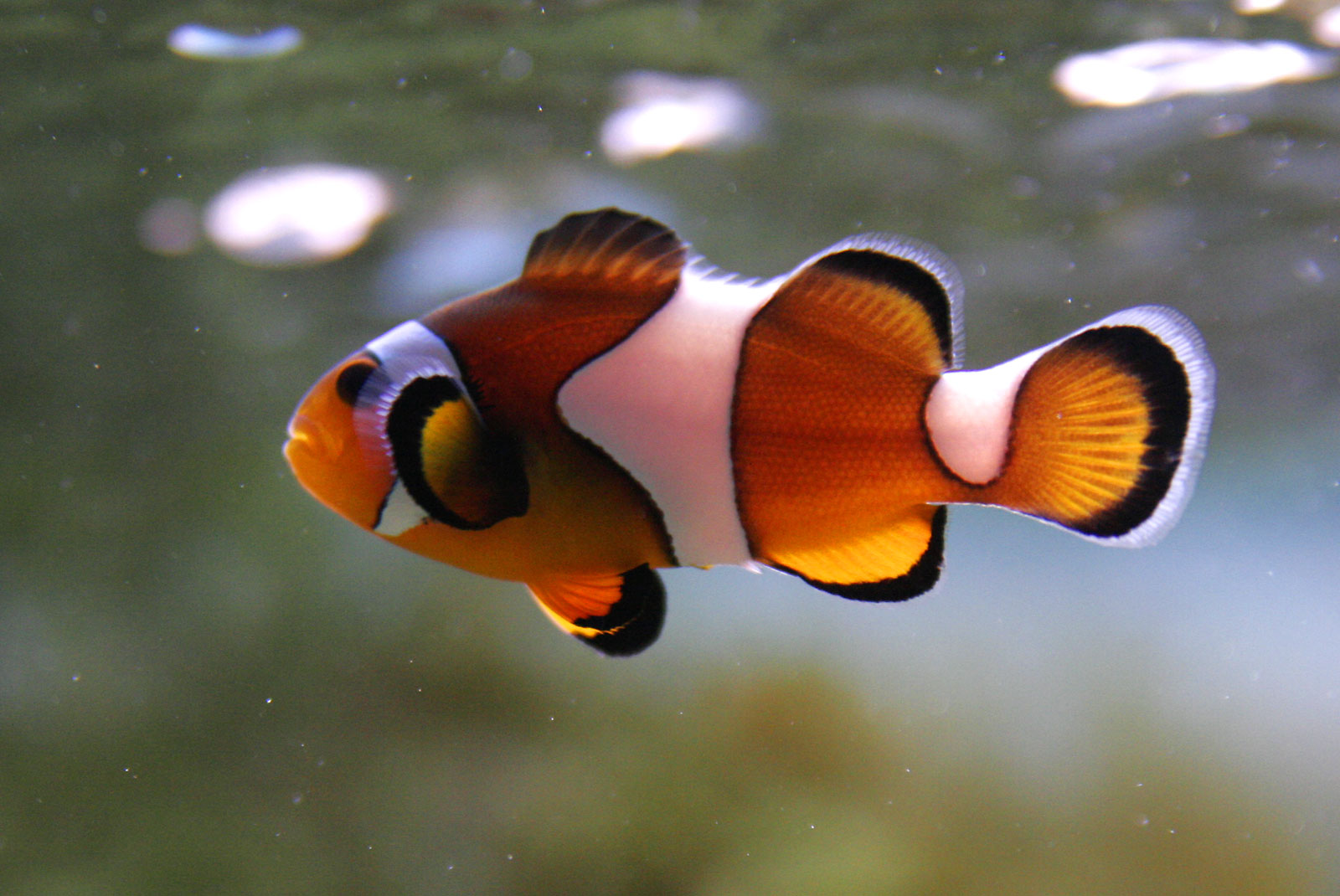
A. percula en el acuario del centro Nacional CSIRO, Camberra, Australia
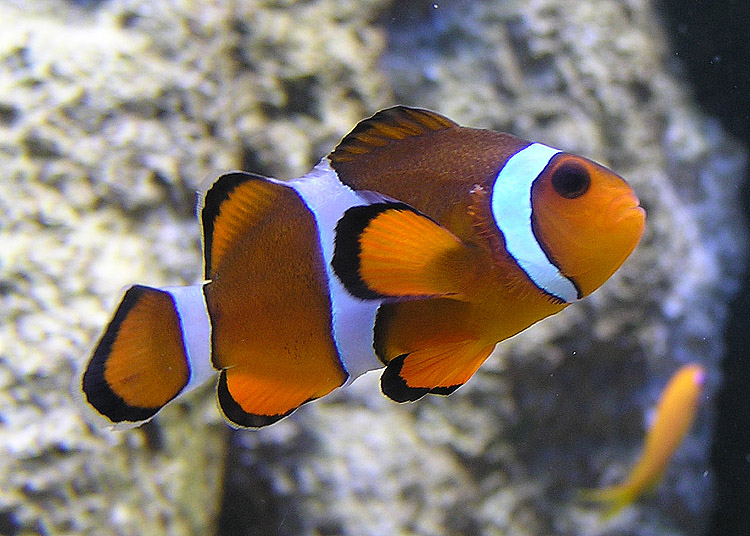
En el Zoo Aquarium de Bristol , Inglaterra